# Rehpfeffer

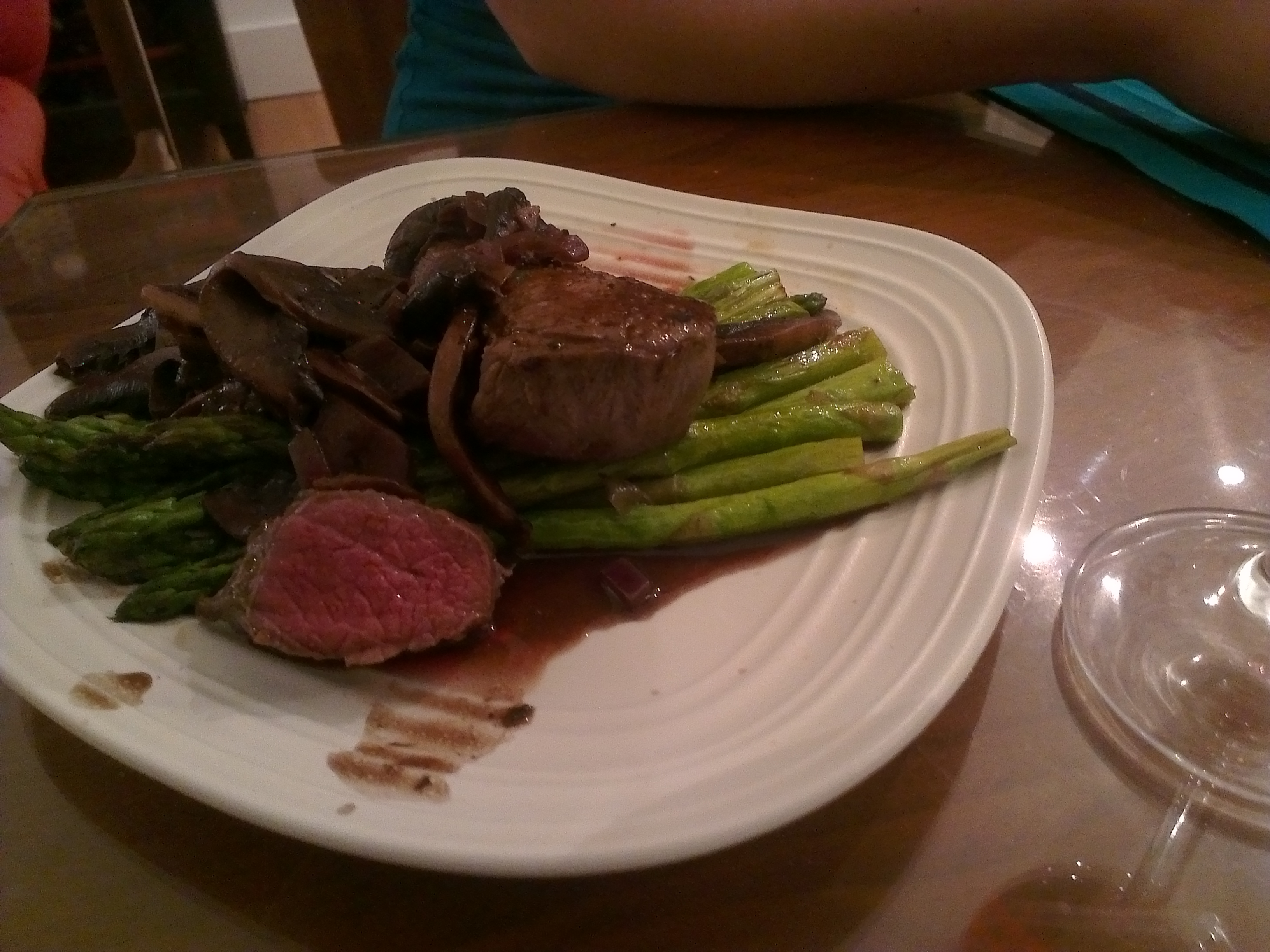
Rehpfeffer mit Spargel und Pilzen

Rehpfeffer (franz. civet de chevreuil) ist ein Pfeffer-Gericht aus Rehfleisch, insbesondere Schulter-, Hals- und/oder Brustfleisch. Da es sich um Wildbret handelt, wird das Fleisch meist vor der Zubereitung gebeizt. Zum Binden der Soße wird oft Schweineblut als Ersatz für Wildblut verwendet und etwas Sahne untergemischt.

## Zubereitung
Nach Henriette Davidis sollte man gehörig nachsehen, ob durch den Schuss Haare in das Fleisch eingedrungen sind, diese entfernen und das blutige Fleisch waschen. Die Fleischwürfel werden scharf angebraten, dann mit kochendem Wasser übergossen. Einige Minuten „nachdem dasselbe mit Wasser und Salz recht sorgfältig abgeschäumt“ ist, gibt man Gewürze, Zitronenschale, Zwiebeln, Gurken und Essig dazu. Um die Sauce zu binden, verwendet sie gestoßene Zwiebäcke oder Apfel- oder Birnkraut. Beilagen sind gekochte oder gebratene Kartoffeln.
Franz Maier-Bruck unterscheidet zwischen Rehragout und -pfeffer: Rehragout bereitet er mit Wurzelwerk in einer Soße mit Paradeiser zu. Für Rehpfeffer wird das Fleisch von den Knochen ausgelöst, Fleisch von Hals und Blatt in Stücke wie zum Ragout bzw. das Brustfleisch in größere Würfel geschnitten. Danach alles in einer Beize mit Gewürzen und Zitronenscheiben einlegen und diese mit Öl abschließen. Nach 24 Stunden wird das Fleisch von der Beize in einem Sieb abtropfen gelassen, um es anschließend mit Wurzelwerk und Zwiebeln anzurösten, mit Mehl stauben und mit verdünnter Marinade fertig zu schmoren. Das Fleisch wird in anderes Geschirr umgestochen und die Soße passiert, mit Preiselbeeren und Senf abgeschmeckt. Es wird in Österreich mit Beilagen wie Grießstrudel, Servietten-, Semmel- oder Grießknödel sowie glasierten Zwiebeln, gerösteten Champignons und Speckstreifen serviert.